# جان كالفي
جان كالفي (بالفرنسية: Jean Calvé)‏ (مواليد 30 أبريل 1984 في كورمايلس إن باريسيس - فرنسا) لاعب كرة قدم فرنسي يلعب حاليا لصالح نادي الدرجة الأولى غرونوبل الفرنسي منذ 2009 في مركز قلب الدفاع .

## روابط خارجية
- جان كالفي على موقع رابطة كرة القدم الفرنسية للمحترفين (الإنجليزية)
- جان كالفي على موقع قاعدة بيانات كرة القدم.إي يو (الإنجليزية)
- جان كالفي على موقع ليكيب (الفرنسية)
- جان كالفي على موقع Soccerbase.com (لاعب) (الإنجليزية)
- جان كالفي على موقع Soccerway.com (الإنجليزية)
- جان كالفي على موقع كووورة
- جان كالفي على موقع AS.com (الإسبانية)